# Lycianthes virgata
Lycianthes virgata är en potatisväxtart som först beskrevs av Jean-Baptiste de Lamarck, och fick sitt nu gällande namn av Friedrich August Georg Bitter. Lycianthes virgata ingår i Himmelsögonsläktet som ingår i familjen potatisväxter. Inga underarter finns listade i Catalogue of Life.